# 伯恩附近阿爾門丁根

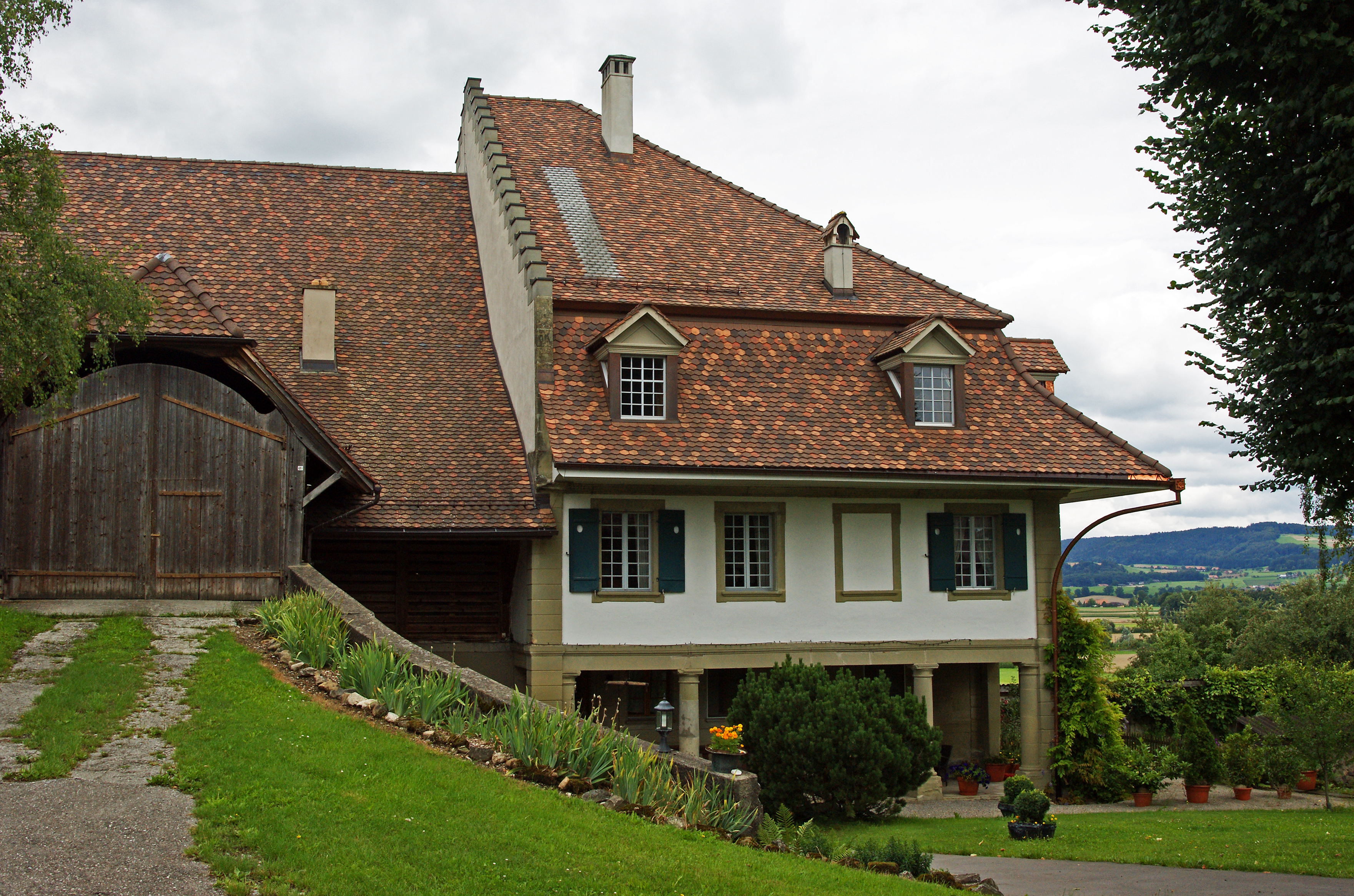

伯恩附近阿爾門丁根是瑞士的城鎮，位於該國中部，由伯恩州負責管轄，面積3.8平方公里，海拔高度589米，2011年人口519，七成半人口信奉基督教，人口密度每平方公里137人。